# Ditrema temminckii pacificum
Ditrema temminckii pacificum és una subespècie de peix pertanyent a la família dels embiotòcids. És un peix marí, demersal i de clima subtropical, el qual viu en fons sorrencs i zones rocalloses. Es troba al Pacífic nord-occidental: el Japó.

## Morfologia
- Pot arribar a fer 19,3 cm de llargària màxima.
- 9-11 espines i 20-23 radis tous a l'aleta dorsal i 3 espines i 25-27 radis tous a l'anal.
- 35-39 vèrtebres.
- 18-22 escates per sota de la línia lateral.
- La base de l'aleta dorsal és relativament llarga.
- No té cap punt negre a la part anterior del preopercle.
- Sense línia negra al llarg de la base de l'aleta anal.[4][5]